# Jan Železný
Jan Železný, češki atlet, * 16. junij 1966, Mladá Boleslav, Češkoslovaška.
Na štirih zaporednih poletnih olimpijskih igrah je osvojil olimpijsko medaljo v metu kopja. Poleg treh zlatih olimpijskih medalj je osvojil še tri svetovna prvenstva: v letih 1993, 1995 in 2001.
Je aktualni nosilec svetovnega rekorda (98,48 m - 1996) in olimpijskega rekorda (90,17 m - 2000). Do 1. avgusta 2005 je uspel 52x vreči kopje čez 90 m, kar je več kot vsi ostali atleti skupaj; 31 atletov je poleg njega preseglo mejo 90 m. Do danes ostaja edini atlet, ki je presegel mejo 94 m.